# Organisme (physiologie)
Pour les articles homonymes, voir Organisme.

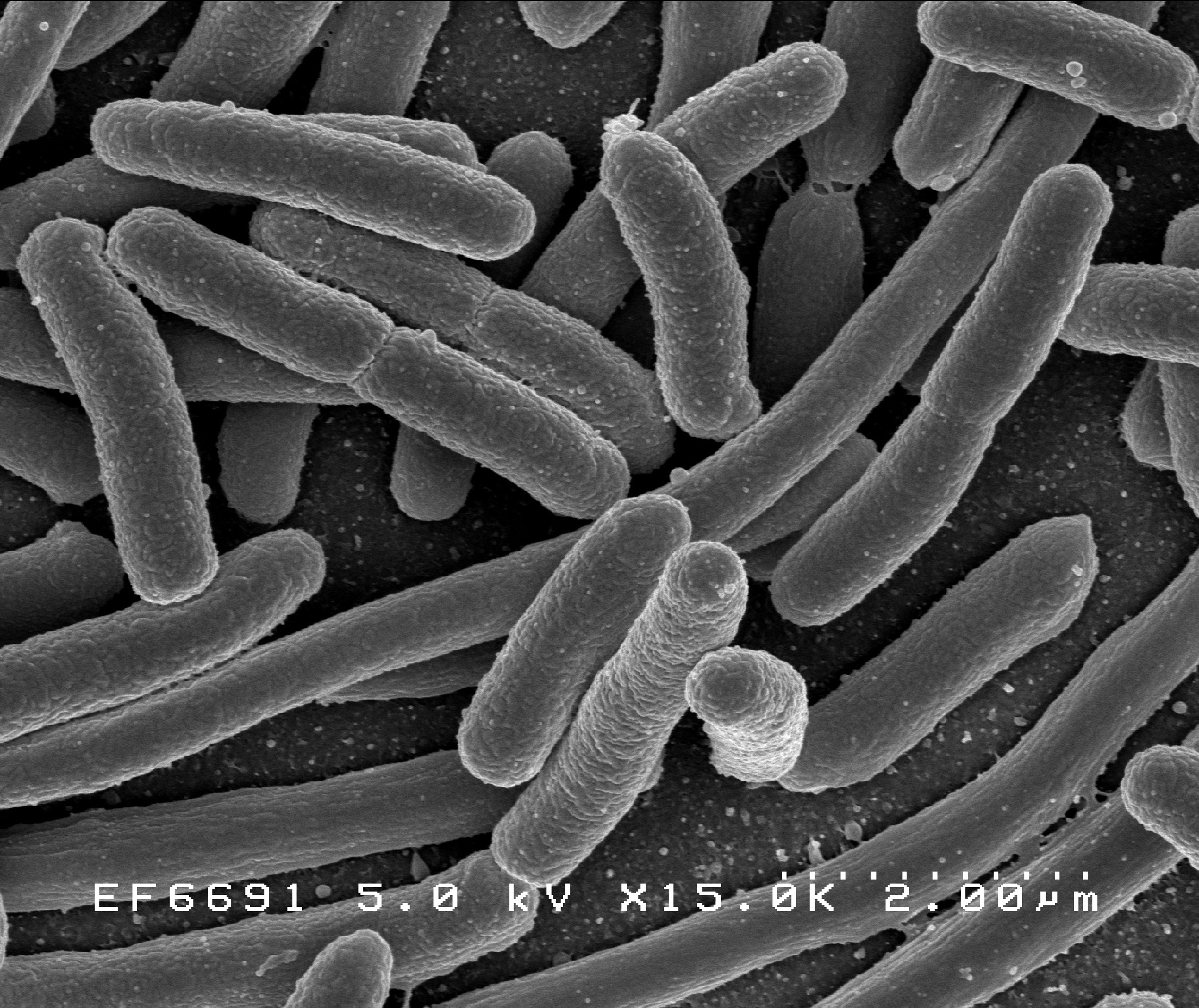
Les bactéries Escherichia coli sont des organismes unicellulaires.

Un organisme (du grec organon, « instrument »), ou organisme vivant, est, en biologie et en écologie, un système vivant complexe, organisé et est le produit de variations successives au cours de l'évolution. Il est constitué d'une ou plusieurs cellules vivantes (on parle alors, respectivement, d'organisme unicellulaire ou pluricellulaire). Les organismes vivants sont classifiés en espèces partageant des caractéristiques génétiques, biologiques et morphologiques communes.
Les organismes complexes, multicellulaires, sont constitués d'un ensemble de cellules vivantes différenciées, dérivant en général d'une progénitrice unique et partagent le même patrimoine génétique. Ces cellules baignent dans, et délimitent, un environnement intérieur. Elles assurent des fonctions spécialisées et opèrent de manière concertée de façon à fonctionner comme un ensemble stable. 
La stabilité des organismes n'est pas statique (fondée sur un équilibre thermodynamique, état qui caractériserait la mort de l'organisme), mais dynamique : l'organisme est hors d'équilibre et se maintient dans un état de plus basse entropie, plus organisé qu'à l'équilibre, par des réactions chimiques internes. Ces réactions sont autonomes et entretenues par l’apport de nutriments (aussi parfois d'énergie lumineuse), apportant à l'organisme matière utile et énergie, et l'évacuation de déchets ; elles contribuent au maintien de la stabilité de l'environnement intérieur. Ce phénomène d'équilibre dynamique maintenu par l'organisme est appelée homéostasie.  
Quelques centaines d'espèces, dites « organismes modèles », sont utilisées comme modèles d'étude par les scientifiques et les laboratoires de recherche pour comprendre les mécanismes fondamentaux du vivant.

## Généralités
Un organisme est un être organisé, qui peut être un organisme unicellulaire ou un organisme multicellulaire. Le terme d'organisme complexe s'applique à tout organisme vivant ayant plus d'une cellule.
Il est difficile de définir avec précision ce qu'est un être vivant. On peut donner quelques caractéristiques du vivant :
- la capacité de se maintenir en vie en puisant dans l'environnement l'énergie et les composants nécessaires. Cette capacité s'appuie sur le métabolisme qui inclut diverses fonctions, telles que la nutrition, la respiration, la photosynthèse… ;
- la capacité de se développer selon une certaine organisation (croissance, morphologie, division cellulaire, développement) ;
- la capacité de se reproduire et de donner naissance à d'autres organismes vivants (reproduction végétative ou sexuée) ;
- la nécessité d'un environnement favorable pour survivre (température, pression, oxygène, eau…).

La matière vivante est fondée sur la chimie organique avec comme base le carbone.
Tout organisme vivant est mortel, par définition.
Selon la source d'énergie utilisée, on distingue les organismes chimiotrophes, tirant leur énergie de molécules et les phototrophes, tirant leur énergie de la lumière.

## Structure

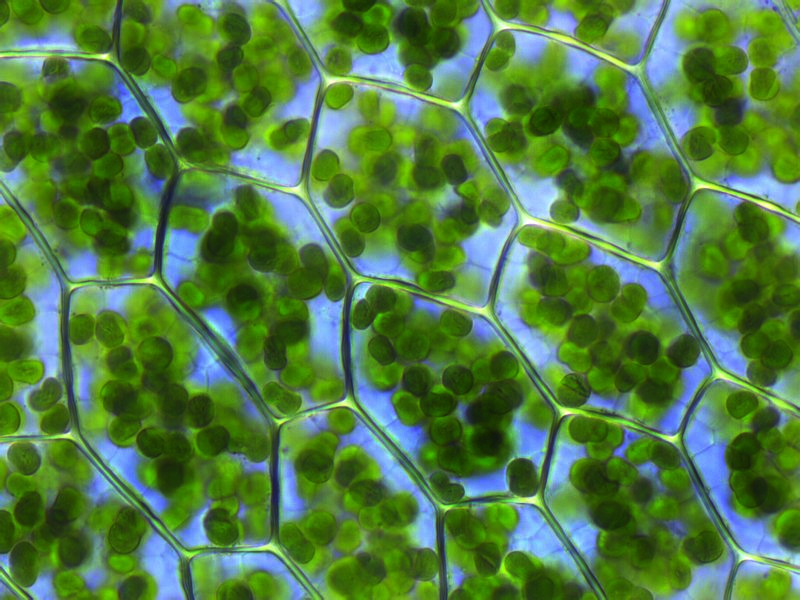
Cellules végétales organisées.

Tous les organismes vivants sont composés d'un nombre plus ou moins grand de cellules. Un organisme se développe en général à partir d'une cellule unique, par divisions cellulaires successives. Au cours de ce développement, les cellules subissent des étapes de différenciation, ce qui leur permet d'acquérir des spécialisations associées à des fonctions particulières. Un ensemble de cellules spécialisées de même type qui s'associent forment un tissu et l'organisation structurée de différents tissus constitue un organe. À l'intérieur d'un organisme vivant complexe, on trouve ainsi différents types cellulaires et différents tissus, variables suivant le type d'organisme considéré (animaux, plantes…).
Ce type d'organisation hiérarchique : cellule, tissu, organe peut s'étendre aux grandes fonctions de l'organisme, on parle alors de système ou d'appareil, qui sont une collection d'organes participant à la même grande fonction : système nerveux, système respiratoire, appareil reproducteur, système racinaire (chez les plantes)…
L'ensemble de l'organisme suit en général un plan d'organisation commun à tous les individus d'une même espèce. Ce plan d'organisation détermine la disposition relative des organes et des tissus, l'existence et le positionnement de membres ou d'appendices. Il est déterminé génétiquement et partagé en général par des espèces voisines sur le plan évolutif. Certains organismes vivants ont au cours de leur cycle de vie des stades d'existence très différenciés (stade larvaire, stade adulte…) avec des morphologies et des plans d'organisation qui peuvent varier, au travers d'étapes de métamorphose.

## Interprétations
Georges Chapouthier a proposé d'interpréter la complexité des organismes par l'application répétée de deux principes généraux, compatibles avec la sélection darwinienne : le principe de « juxtaposition » d'unités identiques, puis le principe d'« intégration » de ces unités dans des ensembles plus complexes, dont elles constituent alors des parties.